# Amage sculpta
Amage sculpta är en ringmaskart som beskrevs av Ehlers 1908. Amage sculpta ingår i släktet Amage och familjen Ampharetidae. Inga underarter finns listade i Catalogue of Life.